# Survivants (cycle littéraire)
Pour les articles homonymes, voir Survivants.
Survivants (titre original : Survivors) est une série littéraire écrite par Erin Hunter, pseudonyme de Kate Cary, Cherith Baldry et Victoria Holmes, rejointes ensuite par Tui Sutherland puis par Gillian Philip et enfin par Inbali Iserles.

## Histoire
Un jour, les hommes disparaissent, laissant les chiens seuls sur terre. Lucky, un chien solitaire va devoir s'unir aux siens pour survivre dans ce nouveau monde. De nombreux problèmes les attendront bien au-delà de la ville. Et de grandes décisions s'offriront à lui. Doit-il rester avec ceux qu'il a toujours aimés et charriés ou rejoindre la meute sauvage dirigée par un demi-loup sans foi ni loi ? Difficile à choisir.

## Liste des volumes

### Cycle I:Survivants
1. Lucky le solitaire, Pocket Jeunesse, 2015 ((en) The Empty City, 2012)
2. L'Ennemi dans l'ombre, Pocket Jeunesse, 2015 ((en) A Hidden Ennemy, 2013)
3. Des heures sombres, Pocket Jeunesse, 2016 ((en) Darkness Falls, 2013)
4. La Croisée de chemins, Pocket Jeunesse, 2016 ((en) The Broken Path, 2014)
5. Le Lac sans fin, Pocket Jeunesse, 2017 ((en) The Endless Lake, 2014)
6. Lucky dans la tourmente, Pocket Jeunesse, 2017 ((en) Storm of Dogs, 2015)

### Cycle II:The Gathering Darkness
1. (en) A Pack Divided, 2015
2. (en) Dead of Night, 2016
3. (en) Into the Shadows, 2017
4. (en) Red Moon Rising, 2017
5. (en) The Exile's Journey, 2018
6. (en) The Final Battle, 2019

### Livres numériques
Les livres numériques sont regroupés par trois en édition papier.
1. (en) Tales from the Packs, 2015
  1. (en) Alpha's Tale, 2014
  2. (en) Sweet's Journey, 2015
  3. (en) Moon's Choice, 2015